# Federico Pinedo (économiste)
Ne doit pas être confondu avec  son petit-fils Federico Pinedo.
Federico Pinedo (Buenos Aires, 22 avril 1895-10 septembre 1971) est un avocat, historien, parlementaire et économiste argentin. Il a été ministre de l'économie sous les présidences d'Agustín Pedro Justo et de Roberto Marcelino Ortiz, durant la « décennie infâme », ainsi que sous la présidence de José María Guido dans les années 1960. Il a été impliqué en 1935 dans la tentative d'assassinat du sénateur Lisandro de la Torre, qui s'est conclue par celle de son disciple, le sénateur Enzo Bordabehere.

## Carrière
Federico Pinedo est ministre de l'économie et de l’Agriculture[réf. nécessaire], après le coup d’État de José Félix Uriburu en 1930. Il met en place une économie dirigiste, conforme aux ambitions du nouveau pouvoir.